# Антоніо Баділе
Антоніо Баділе (італ. Antonio Badile бл. 1518 — 1560) — веронський художник першої половини XVI ст.

## Життєпис
Походив з династії веронських художників. Художниками були дід (Джованні Баділе), і дядько (Франческо Баділе) майбутнього майстра. 
Антоніо Баділе було 12 років, коли помер його батько. Художню майстерність молодий Антоніо опановував у майстерні дядька, Франческо Баділе. Працював по замовам релігійних приходів та як портретист.
1541 року художник узяв шлюб із сеньйорою Лаурою дель Ферро. Родина матиме восьмеро дітей. Донька Антоніо Баділе, Олена, стане дружиною художника Паоло Веронезе. 
Як майстер мав право набирати у власну майстерню учнів. Два серед учнів отримають популярність — художником декоратором стане Джованні Баттіста Зелотті переважно як фрескіст. Гучну славу у Венеції виборов і Паоло Веронезе, портретист і особа вельми значної художньої обдарованості.

## Обрані твори
- «Вівтар Сан Надзаро»
- « Мадонна з немовлям і Марією Магдалиною та Св. Діонісіо»
- « Христос дитиною»
- « Христос воскрешає померлого Лазаря»
- « Мадонна з немовлям і св. Петром, Андрієм та Іваном Євангелістом»
- «Портрет невідомої пані », Національний музей Прадо, Мадрид